# 前470年
| 千纪： | 前1千纪 |
| 世纪： | 前6世纪 \| 前5世纪 \| 前4世纪 |
| 年代： | 前500年代 \| 前490年代 \| 前480年代 \| 前470年代 \| 前460年代 \| 前450年代 \| 前440年代                                                                                                 |
| 年份： | 前475年 \| 前474年 \| 前473年 \| 前472年 \| 前471年 \| 前470年 \| 前469年 \| 前468年 \| 前467年 \| 前466年 \| 前465年                                                                   |
| 纪年： | 周元王六年 魯哀公二十五年 齐平公十一年 晉出公五年 赵襄子六年 秦厉共公七年 楚惠王十九年 宋景公四十七年 卫出公后七年 蔡声侯二年 郑声公三十一年 燕孝公二十三年 越王勾践二十七年 杞哀公元年 |

## 大事記
- 衛出公凶暴，大夫褚師比将他驱逐，衛出公出奔。

## 出生
- 蘇格拉底，古希臘哲学家。
- 菲洛勞斯，古希腊毕达哥拉斯学派哲学家之一
- 阿斯帕齊婭，雅典政治家伯里克里斯的情妇

## 逝世
- 公冶长
- 孙武